# Bahnhof Langen (Hess)
Der Bahnhof Langen (Hess) liegt in Langen (Hessen) an der 1846 eröffneten Bahnstrecke Frankfurt am Main–Heidelberg (Kilometer: 13,8 / 67,6). Der Bahnhof umfasst zwei Außenbahnsteige und einen Mittelbahnsteig sowie ein Durchfahrtgleis. Das Empfangsgebäude und die Bahnsteigdächer stehen unter Denkmalschutz.

## Geschichte
Der Bahnhof wurde 1846 als Bahnhof der Bahnstrecke Frankfurt am Main–Heidelberg eingerichtet. Am 22. Juni 1846 ging der erste Abschnitt zwischen Langen, Darmstadt und Heppenheim in Betrieb, der Abschnitt von Langen nach Frankfurt am Main folgte am 16. Juli 1846. Im Rahmen des Baus der S-Bahnstrecke von Frankfurt nach Darmstadt, die am 2. Juni 1997 eröffnet wurde, kam es zu einer größeren Umgestaltung des Bahnhofs. Seitdem hat er drei Bahnsteige für vier Gleise und ein Durchfahrgleis in Richtung Darmstadt. Ebenso wurde die Unterführung südlich des Empfangsgebäudes – nicht zu verwechseln mit der weiter bestehenden, städtischen Fußgängerunterführung am Ende der Bahnstraße – durch eine Unterführung nördlich des Gebäudes ersetzt. 2012 wurden die Gleise im Bahnhofsbereich erneuert.
Im Bahnhof ist seit 2009 ein 82 Quadratmeter großer Servicestore der Deutschen Bahn vorhanden, der von einem Franchisenehmer betrieben wird und auch RMV-Fahrkarten vertreibt. Innerhalb des Servicestores war bis Anfang 2017 zu bestimmten Öffnungszeiten zudem ein integrierter Reisezentrums-Schalter geöffnet, der dann mit Bahnpersonal besetzt war. Die frühere Schalterhalle im Bahnhofsgebäude ist geschlossen. Der Bahnhof verfügt über 361 Fahrradstellplätze, davon 50 abschließbare Fahrradboxen.

## Empfangsgebäude

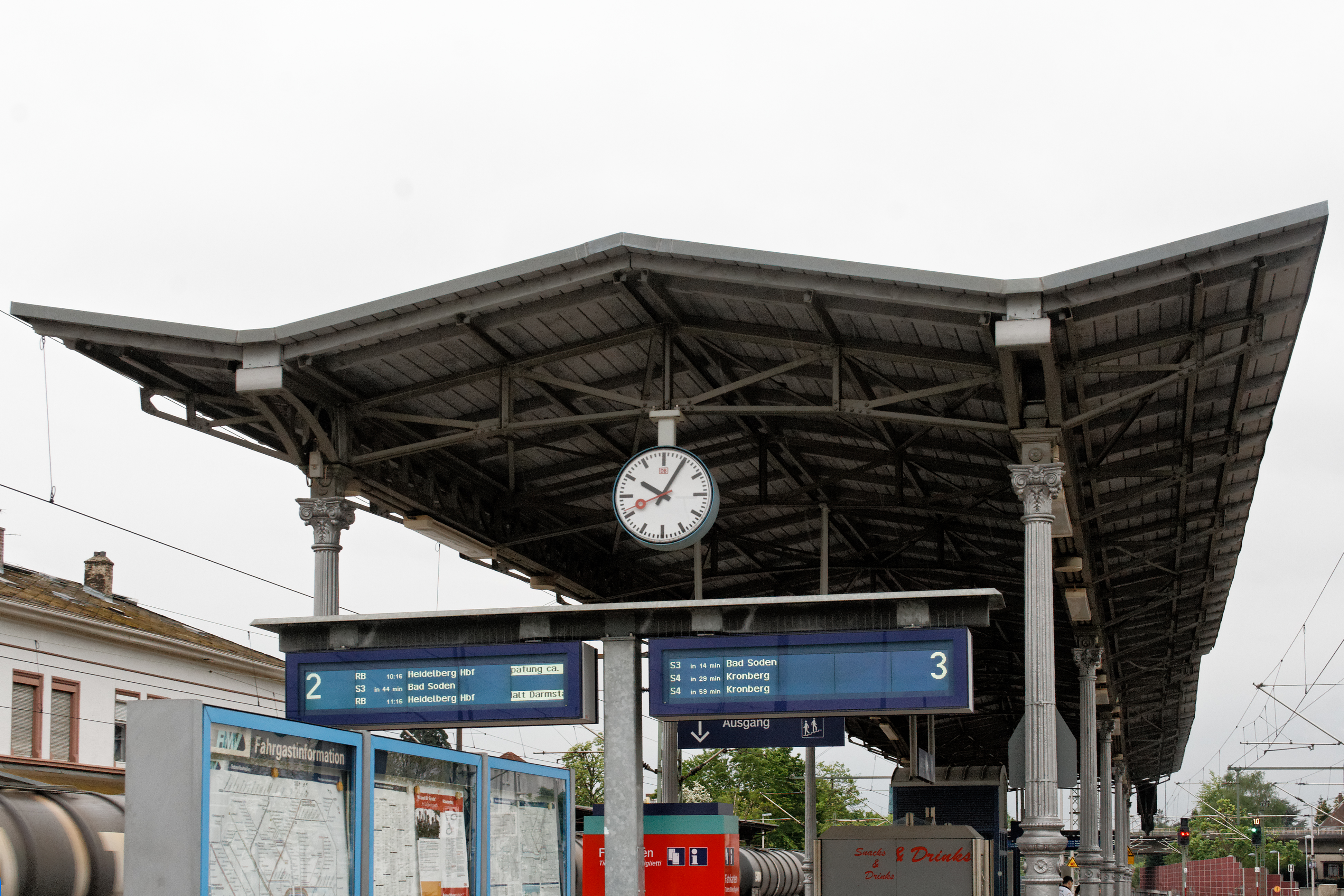
Bahnsteigdach zwischen den Gleisen

Das zweigeschossige, unterkellerte Empfangsgebäude entstand 1846 an der Ortsseite östlich der Strecke. Die klassizistisch und symmetrisch gestaltete Fassade hat an den Traufseiten sieben Achsen. Im Erdgeschoss rahmen gekoppelte Bogenfenster an den Seiten gekoppelte Bogenportale in der Mitte ein. Im Obergeschoss sind dagegen rechteckige Fenster vorhanden.
Die Straßenfront wird zusätzlich durch einen übergiebelten Mittelrisalit gegliedert. Ein Walmdach über breitem Fries und Zahnschnitt bildet den oberen Abschluss. Das Bahnsteigdach vor dem Empfangsgebäude wird von bauzeitlichen Gitterträgern auf dünnen Stützen mit schmalen Kapitellen aus Gusseisen getragen. Das Stationsgebäude steht zusammen mit der Perronhalle unter Denkmalschutz.
Die beiden an den Bahnsteigen freistehenden Perronhallen, die ebenfalls gusseiserne Säulen mit Kapitellen haben, werden auf 1861 datiert. Sie stammen von dem nach dem Ersten Weltkrieg rückgebauten Darmstädter Main-Neckar-Bahnhof und sind ebenfalls denkmalgeschützt.

## Bedienung

### Bahnverkehr
Seit dem Fahrplanwechsel im Dezember 2017 fahren die Regionalexpresszüge täglich und es werden Verstärkerfahrten zwischen Frankfurt und Darmstadt eingesetzt. Damit besteht vom Langener Bahnhof aus eine halbstündliche Anbindung mit Regionalzügen an den Frankfurter und Darmstädter Hauptbahnhof.
Im Schienenpersonennahverkehr wird der Bahnhof stündlich (Mo–So) von der Regionalbahn-Linie RB 67 und RB 68 zwischen Frankfurt, Darmstadt und Mannheim bzw. Heidelberg die zwischen Frankfurt und Neu-Edingen gemeinsam verkehrt, sowie circa zweistündlich (Mo–So) von der Regional-Expresslinie RE 60 zwischen Frankfurt, Darmstadt und Mannheim bedient. Zwischen Dezember 2017 und Dezember 2018 fuhr (Mo–Sa) verstärkend die Regional-Expresslinie RE 68 zwischen Frankfurt und Darmstadt, wenn die Regional-Expresslinie RE 60 nicht fuhr. Hinzu kommt die Linie S6 der S-Bahn Rhein-Main, die einen direkten Anschluss nach Darmstadt (halbstündlich), Frankfurt (viertelstündlich) und Friedberg herstellt.
| Linie | Verlauf | Takt |
| ----- | --- | --- |
| RE 60 | Main-Neckar-Bahn: Frankfurt (Main) Hbf – Langen (Hess) – Darmstadt Hbf – Bickenbach (Bergstr) – Zwingenberg (Bergstr) – Bensheim – Heppenheim (Bergstr) – Hemsbach – Weinheim Hbf – Ladenburg – Neu-Edingen/Friedrichsfeld – Mannheim Hbf Stand: Fahrplanwechsel Dezember 2021 | 60/120 min |
| RB 67 | Main-Neckar-Bahn: Frankfurt (Main) Hbf – Langen (Hess) – Darmstadt Hbf – Darmstadt Süd – Darmstadt-Eberstadt – Bickenbach (Bergstr) – Hähnlein-Alsbach – Zwingenberg (Bergstr) – Bensheim-Auerbach – Bensheim – Heppenheim (Bergstr) – Laudenbach (Bergstr) – Hemsbach – Weinheim (Bergstr) Hbf – Weinheim-Lützelsachsen – Heddesheim/Hirschberg – Ladenburg – Neu-Edingen/Friedrichsfeld – (Mannheim-Seckenheim – Mannheim ARENA/Maimarkt – Mannheim Hbf) (einzelne Züge in Tagesrandlage) / Schwetzingen (– Hockenheim) (HVZ) Flügelung in Neu-Edingen/Friedrichsfeld. Zugteil nach Heidelberg als RB 68. Stand: Fahrplanwechsel Dezember 2021 | 60 min |
| RB 68 | Main-Neckar-Bahn: Frankfurt (Main) Hbf – Langen (Hess) – Darmstadt Hbf – Darmstadt Süd – Darmstadt-Eberstadt – Bickenbach (Bergstr) – Hähnlein-Alsbach – Zwingenberg (Bergstr) – Bensheim-Auerbach – Bensheim – Heppenheim (Bergstr) – Laudenbach (Bergstr) – Hemsbach – Weinheim (Bergstr) Hbf – Weinheim-Lützelsachsen – Heddesheim/Hirschberg – Ladenburg – Neu-Edingen/Friedrichsfeld – Heidelberg-Pfaffengrund/Wieblingen – Heidelberg Hbf (– Heidelberg-Kirchheim/Rohrbach – St Ilgen-Sandhausen – Wiesloch-Walldorf) (wochentags) Flügelung in Neu-Edingen/Friedrichsfeld. Zugteil nach Schwetzingen/Mannheim als RB 67. Stand: Fahrplanwechsel Dezember 2021                                                                                     | 60 min |
| S6    | (Friedberg (Hess) – Bruchenbrücken – Nieder-Wöllstadt – Okarben –) Groß Karben – Dortelweil – Bad Vilbel – Bad Vilbel Süd – Frankfurt-Berkersheim – Frankfurt-Frankfurter Berg – Frankfurt-Eschersheim – Frankfurt-Ginnheim – Frankfurt (Main) West – Frankfurt am Main Messe – Frankfurt (Main) Galluswarte – Frankfurt (Main) Hbf tief – Frankfurt (Main) Taunusanlage – Frankfurt (Main) Hauptwache – Frankfurt (Main) Konstablerwache – Frankfurt (Main) Ostendstraße – Frankfurt (Main) Lokalbahnhof – Frankfurt (Main) Süd – Frankfurt (Main) Stresemannallee – Frankfurt-Louisa – Neu-Isenburg – Dreieich-Buchschlag – Langen Flugsicherung – Langen (Hess) (– Egelsbach – Erzhausen – Darmstadt-Wixhausen – Darmstadt-Arheilgen – Darmstadt Hbf) | 15 min (Groß Karben–Langen montags–freitags, Bad Vilbel–Langen samstags, Bad Vilbel–Frankfurt Süd sonn-/feiertags) 30 min (Friedberg–Groß Karben montags–freitags, Friedberg–Bad Vilbel samstags, sonn-/feiertags und Langen–Darmstadt werktags, Frankfurt Süd–Darmstadt sonn-/feiertags) |

Der Bahnhof wies lange Zeit keinen fahrplanmäßigen Schienenpersonenfernverkehr auf. Seit dem Fahrplanwechsel im Dezember 2022 hält abends der Railjet 890 aus Wien nach Frankfurt zum Ausstieg in Langen. Damit besteht ein rudimentärer Anschluss an den internationalen Fernverkehr, während selbst die Züge der Odenwaldbahn den Bahnhof ansonsten ohne Halt durchfahren.

### Busverkehr
Im Öffentlichen Personennahverkehr halten am Langener Bahnhof die Stadtbuslinien
- OF-71 (Steinberg – Langen Bf – Oberlinden – Linden),
- OF-72 (Neurott – Langen Bf – Nordend – Lutherplatz),
- OF-73 (Egelsbach Bf – Bayerseich – Langen Bf) und
- OF-75 (Schülerverstärker: Langen Bf Westseite – Neurott – Linden – Langen Bf Westseite)

sowie die Regionalbuslinien
- OF-91 (Langen Bf – Dreieich-Sprendlingen – Neu-Isenburg Bf),
- OF-96 (Langen Bf – Dreieich-Offenthal – Dietzenbach Mitte – Heusenstamm Bf),
- OF-99 (Langen Bf – Dreieich – Dietzenbach Mitte – Rodgau-Jügesheim – Seligenstadt Bf),
- 662 (Darmstadt-Arheilgen – Egelsbach – Langen Bf Westseite – Mörfelden Bf).

und die Schnellbuslinie
- X83 (Langen Bf – Dreieich-Sprendlingen – Neu-Isenburg – Offenbach Marktplatz).

(Stand: 2024)